# Kathi
Kathi fou un estat tributari protegit al districte de Khandesh, presidència de Bombai, a la regió de Mehwas. La superfície era d'uns 777 km² i la població el 1881 de 10.223 habitants. El territori estava format per diverses valls separades per serres derivades de les muntanyes Satpura. La successió al tron es feia seguint els principis de la primogenitura; el rajà el 1881 era un bhil hindú, que reclamava ser d'origen rajput, menor d'edat. Els ingressos s'estimaven el 1882 en 2230 lliures i el tribut pagat al govern britànic era de 13 lliures.
El 1818 el capità Briggs va concedir al cap local un subsidi anual de 314 lliures i el va reconèixer com a dependent del sobirà de Budaval al que pagava un tribut de 3,4 lliures. Els britànics quan van dominar Khandesh, per dominar als bhils van situar un destacament a Kukurmunda. Pocs anys després Lakshman Parvi, cap de Kathi, va saquejar el territori de l'entorn i el capità Rigby va marxar contra ell i va cremar la seva capital. A Lakshman Parvi (o Lakshmansing) el va succeir el seu fill Umed, i a aquest el seu fill Ratu, que governava cap al final del segle XIX i tenia 47 anys vers 1880. La seva residència era a Kathi. El tribut anual era de 13 lliures